# (36954) 2000 SB269
2000 SB269 (asteroide 36954) é um asteroide da cintura principal. Possui uma excentricidade de 0.04258420 e uma inclinação de 13.28972º.
Este asteroide foi descoberto no dia 27 de setembro de 2000 por LINEAR em Socorro.